# Detabuizacja
Detabuizacja – termin opisujący sytuację, w której dochodzi do łamania lub przekraczania obszarów objętych tabu. 
Możemy mówić o dwóch możliwościach detabuizacji: łamanie tabu bez intencji zniesienia go (w celu wzbudzenia silnych emocji w rozmówcy czy odbiorcy) lub świadome łamanie tabu, dążące do zniesienia, unieważnienia lub neutralizacji tabuizacji.
Tabuizacja to nadawanie komuś lub czemuś charakteru tabu. Zjawisko to dzieli się na dwie podstawowe kategorie. Pierwsza kategoria to tabuizacja tematyczna, czyli zakaz mówienia o obszarach rzeczywistości pozajęzykowej. Druga kategoria natomiast dotyczy zakazu posługiwania się konkretnymi słowami, uznanymi za niestosowne. Można wyróżnić również tabuizację behawioralną, która opiera się na zakazach słownych, a nakierowana jest na zachowania. Taka tabuizacja prowadzi do tabu obyczajowego, gdzie zakazowi podlegać mogą różne zachowania czy gesty, uznawane za nieprzyzwoite.
Poprzez postępujące zmiany kulturowe i cywilizacyjne, detabuizacja jest coraz częściej występującym zjawiskiem. Przyczyniają się do tego również media społecznościowe, w których dochodzi do przesunięcia granic prywatności.

## Tabu
Tabu jest terminem, które definiować można na wiele różnych sposobów, przez co trudno doszukać się jednej wyczerpującej definicji. Nie można zaprzeczyć, że tabu jest słowem zagadkowym i tajemniczym, jak zauważył Jerzy Wasilewski: „tabu to enigma”. Tabu to zespół postaw o bardzo niejasnej, niejednorodnej i wewnętrznie sprzecznej charakterystyce. Aby w pełni zrozumieć termin tabu, trzeba odnieść go do niejednoznacznych terminów sacrum lub magia - z tego powodu istnieje tak wiele definicji. Mimo to wszystkie skupiają się wokół różnego rodzaju zakazu. Anna Dąbrowska przyjmuje znaczenie tabu jako zjawisko kulturowe, obejmujące wszystko to, co jest objęte zakazem społecznym: zachowania, których nie należy praktykować oraz tematy, jakich nie należy poruszać w danej społeczności, ponieważ są uważane za wstydliwe, przykre, niemoralne. 
Możemy wyróżnić trzy podstawowe typy tabu: obyczajowe, seksualne oraz językowe. 
Tabu obyczajowe obejmuje tematy społeczne, dotyczące chorób lub konkretnych zachowań nieakceptowanych przez społeczeństwo. 
Tabu seksualne związane jest z wszelką seksualnością oraz intymnością, o której mówienia powinno się unikać. 
Tabu językowe jest uwarunkowane kulturowo, odnosi się do zakazu używania określonego słowa lub mówienia o czymś. Tabu językowe może zawierać w sobie wszystkie wyżej wymienione rodzaje tabu. Starając się omijać zakazane słowa, powstają eufemizmy, które przyczyniają się do zmian językowych. Tabu językowe, według Grażyny Sawickiej, może przyjmować dwie postaci: aktu milczenia oraz aktu mowy. Przestrzeganie tabu językowego wiąże się z milczeniem - pomijane są konkretne słowa, w tym wulgaryzmy. Nie używamy również słów, które nie są uznane za tabu, ale nie wypada mówić ich w konkretnej sytuacji. 

## Przyczyny detabuizacji
- postęp technologiczny,
- zmiany kulturowe,
- wpływ mediów społecznościowych na postrzeganie różnych tematów,
- chęć wywołania silnej emocjonalnej reakcji u odbiorcy,
- zwrócenie na siebie uwagi,
- okazanie pogardy dla rozmówcy,
- wyśmianie autorytetów.

## Zobacz także
- tabu pokarmowe